# Prisaca Dornei
Prisaca Dornei – wieś w Rumunii, w okręgu Suczawa, w gminie Vama. W 2011 roku liczyła 691 mieszkańców. 